# Wirtualny Szczyt NATO 2022
Wirtualny Szczyt NATO – 33. szczyt NATO zorganizowany w cyberprzestrzeni 25 lutego 2022.
33 szczyt NATO był wirtualnym spotkaniem przywódców państw NATO zwołanym na prośbę rządów Łotwy i Estonii bezpośrednio po inwazji Rosji na Ukrainę.

Na Szczycie sekretarz generalny NATO Jens Stoltenberg ogłosił, że na wschodniej flance Sojuszu zostaną rozlokowanie Siły Odpowiedzi NATO. Ponadto przywódcy państw NATO potępili pełnoskalową rosyjską inwazję na Ukrainę i uznali ten fakt jako najpoważniejsze zagrożenie dla bezpieczeństwa euroatlantyckiego. Jednocześnie podjęto decyzją w sprawie zmian rozmieszczenia wojsk niezbędnych do zapewnienia silnego i wiarygodnego odstraszania i obrony w całym Sojuszu.

## Postanowienia szczytu
Po zakończeniu obrad szczytu opublikowano Oświadczenie szefów państw i rządów NATO w sprawie ataku Rosji na Ukrainę.

W Oświadczeniu potępiono pełnoskalową inwazję Rosji na Ukrainę, umożliwioną przez użyczającą swojego terytorium Białoruś. Uznano, że atak na Ukrainę jest brutalnym, całkowicie niesprowokowanym i nieuzasadnionym działaniem. Wezwano wszystkie państwa do bezwarunkowego jego potępienia. Na Rosję zostały nałożone  sankcje personalno-gospodarcze. Zdecydowano, że NATO będzie nadal koordynować działania z zainteresowanymi stronami i organizacjami międzynarodowymi, w tym z Unią Europejską. Sekretarz generalny NATO zaprosił do Sojuszu Finlandię.
Państwa NATO wykazały solidarność z demokratycznie wybranym prezydentem, Radą Najwyższą i rządem oraz z narodem Ukrainy, który broni swojej Ojczyzny. Zapowiedziano polityczne i praktyczne wsparcie Ukrainy, która nadal broni się i wezwano innych, aby robili to samo. Potwierdzono poparcie dla niepodległości, suwerenności i integralności terytorialnej Ukrainy w jej granicach uznanych przez społeczność międzynarodową.
W świetle działań Rosji zapowiedziano prace dla postawy odstraszania i obrony NATO. Sojusznicy przeprowadzili konsultacje na podstawie artykułu 4 Traktatu Waszyngtońskiego. Zapowiedzieli kolejne decyzje niezbędne do zapewnienia bezpieczeństwa i obrony wszystkich sojuszników. Rozmieszczone zostały dodatkowe obronne siły lądowe i powietrzne we wschodniej części Sojuszu oraz zasoby morskie na całym obszarze NATO. Uruchomiono plany obronne NATO, aby przygotować się do szybszego reagowania na zmieniającą się sytuację i zabezpieczyć terytorium Sojuszu między innymi poprzez wykorzystanie sił reagowania. Przeprowadzane jest rozmieszczenie znacznych dodatkowych sił obronnych we wschodniej części Sojuszu. Zapewniono, że dokonane zostaną wszelkie niezbędne przesunięcia wojsk w takiej skali, aby zapewnić silne i wiarygodne odstraszanie i obronę w całym Sojuszu, teraz i w przyszłości.
Uczestnicy podjęli zobowiązanie, że przestrzegania artykułu 5 Traktatu Waszyngtońskiego to żelazna zasada, a Sojusz jest zdeterminowany, aby chronić i bronić wszystkich sojuszników w myśl powiedzenia: wolność zawsze zwycięży ucisk.